# Кёртис, Уордон Аллан
Уордон Аллан Кёртис (Куртис, англ. Wardon Allan Curtis; 1 февраля 1867, Нью-Мексико — 21 января 1940, Плимут, штат Нью-Гэмпшир) — американский писатель.
Сын полковника Чарльза Альберта Кертиса (1835—1907), участника Гражданской войны и различных военных конфликтов с индейцами, с 1870 года преподававшего военное дело в различных учебных заведениях, а в конце жизни возглавлявшего кадетский корпус Висконсинского университета в Мадисоне; Кёртис-старший опубликовал ряд статей и книгу мемуаров «В плену у навахо» (англ. Captured by the Navajos; 1898).
В 1889 году Кёртис окончил тот же Висконсинский университет, ещё студентом выступал с рассказами и пьесами. Уже в 1893 году привлёк к себе определённое внимание статьёй «Окончательное решение негритянской проблемы», в которой предрекал ассимиляцию афроамериканцев за счёт смешанных браков. В дальнейшем работал журналистом — в частности, в газетах Chicago Daily News (1910—1913), Boston Herald (1913—1916) и Manchester Union (1924—1928). В 1921—1925 гг. занимал должность секретаря пресс-службы штата Нью-Гемпшир.
В качестве прозаика Кёртис выступал преимущественно на рубеже веков, дебютировав в 1892 году в журнале Puck. Основу его творчества составляют научно-фантастические рассказы, часть их была собрана в 1903 году в книгу «Странные приключения мистера Мидлтона» (англ. The Strange Adventures of Mr. Middleton), включавшую рассказы с ориентальным уклоном. Наибольшую известность, однако, принёс Кёртису рассказ «Чудовище озера Ламетри» (англ. The Monster of Lake LaMetrie; русский перевод 2013), опубликованный в 1899 году в журнале Pearson's Magazine и вошедший в позднейшие антологии «Научная фантастика при газовых фонарях» (англ. Science Fiction by Gaslight: A History and Anthology of Science Fiction in the Popular Magazines, 1891–1911; 1968, составитель Сэм Московиц) и «Вторжение в Англию» (англ. England Invaded; 1977, составитель Майкл Муркок). Рецензируя первую из них, Альгис Будрис оценил рассказ Кёртиса как «действенный» (англ. effective), хотя и несколько схематичный.